# Начелник општине (Босна и Херцеговина)
Начелник општине је носилац извршне власти у општинима у Босни и Херцеговини. Начелник општине  се бирају непосредно на локалним изборима на мандат од четири године.
Градоначелник има истоветне надлежности у градовима као председник општина у општини.

## Република Српска
Закон о локалној самоуправи предвића да је начелник општине (као и градоначелник) извршни орган општине (града) да је заступа и представља. Такође руководи општинском управом. Начелник општине је одговоран за законост свих аката које предлаже скупштини општине.
Начелник општине има свог заменика које бира скупштина општине, на основу предлога начелника општине.
Надлежности начелника општине су:
- предлаже статут
- предлаже одлуке и друга општа акта скупштини
- израђује и подноси скупштини на усвајање нацрт и приједлог буџета, финансијски извјештај, економски план, развојни план, инвестициони програм, просторни и урбанистички план и остале планске и регулаторне документе који се односе на коришћење и управљање земљиштем, укључујући и коришћење јавног земљишта
- обавјештава скупштину о свим питањима из надлежности јединице локалне самоуправе, њених права и обавеза
- спроводи локалну политику у складу са одлукама скупштине, извршава локални буџет и обезбјеђује примјену одлука и других аката скупштине
- извршава законе и друге прописе Републике, града и општине чије је извршење повјерено јединици локалне самоуправе
- доноси одлуку о оснивању градске, односно општинске управе
- доноси правилник о унутрашњој организацији и систематизацији радних мјеста градске, односно општинске управе
- предлаже именовање и разрјешење начелника ођељења или службе
- предлаже и доноси опште и појединачне акте о организацији и функционисању цивилне заштите у области заштите и спасавања и врши и друге послове из области заштите и спасавања у складу са законом
- реализује сарадњу јединице локалне самоуправе са другим јединицама локалне самоуправе, међународним и другим организацијама, у складу са одлукама и закључцима скупштине и њених радних тијела
- даје сагласност на статуте и друга општа акта предузећа и установа чији је оснивач јединица локалне самоуправе,
- подноси извјештај скупштини о раду у органима предузећа која обављају комуналне дјелатности
- подноси извјештај скупштини о свом раду и раду градске, односно општинске управе,
- покреће иницијативу да се до одлуке надлежног суда обустави од извршења општи или појединачни акт скупштине, ако сматра да је супротан Уставу и закону
- закључује уговоре у име јединице локалне самоуправе, у складу са актима скупштине,
- рјешава у другом степену по жалби на првостепена рјешења, уколико за рјешавање нису надлежни републички органи
- доноси одлуке о располагању новчаним средствима на начин утврђен статутом
- одлучује о сукобу надлежности између градске, односно општинске управе и организација које врше послове од интереса за јединицу локалне самоуправе
- одлучује о изузећу службеног лица градске, односно општинске управе
- обавља друге послове утврђене законом и статутом

## Федерација Босне и Херцеговине
Закон о принципима локалне самоуправе у Ф БиХ предвиђа да је начелник извршни орган општине да је заступа и представља. Руководи општинском управом, и одговара за законитост свих аката које предлаже скупштини општине. Градоначелник има истоветне права и надлежности као и начелник општине.
Начелник општине је надлежан, по Закону о принципима локалне самоуправе у Ф БиХ, док су у кантонима закони идентични или скоро идентични по питању надлежности начелника општине:
- представља и заступа јединицу локалне самоуправе
- доноси акте из своје надлежности
- израђује и управи на усвајање подноси нацрт и преедлог буџета, економске планове, развојне планове, инвестиционе програме, просторне и урбанистичке планове и остале планске и регулаторне документе који се односе на кориштење и управљање земљиштем, укључујући зонирање и кориштење јавног земљишта
- предлаже одлуке и друге опше акте општинској управи
- проводи политику јединице локалне самоуправе у складу са одлукама управе, извршава буџет јединице локалне самоуправе и осигурава примену одлука и других аката управе
- извршава законе и друге прописе чије је извршење повјерено јединици локалне самоуправе
- утврђује организацију служби за управу и других служби јединице локалне самоуправе
- доноси правилник о унутрашњој организацији служби јединице локалне самоуправе
- реализује сарадњу јединице локалне самоуправе с другим опшинама, градовима, међународним и другим организацијама у складу са одлукама и закључцима управе и његових радних тела
- подноси извештај управи о остваривању политике јединице локалне самоуправе и својим активностима